# タチコゴメグサ
タチコゴメグサ（立小米草、学名：Euphrasia maximowiczii ）は、ハマウツボ科コゴメグサ属の一年草。半寄生植物。
従来の新エングラー体系、クロンキスト体系では、コゴメグサ属はゴマノハグサ科に含められた。

## 特徴
茎は細く、まばらに分枝して直立し、高さは15-30cmになり、曲がった細かい毛が生える。葉は葉柄が無く、長さ6-10mm、幅4-8mmになる卵円形となり、基部は切形状の円形で、縁に4-7対の刺状に鋭くとがった鋸歯があり、表面、裏面ともに毛は無い。葉は対生するが上部のものは互生することもある。
花期は8-9月。上部の葉腋ごとにほとんど花柄の無い1個の花をつける。萼は筒形で長さ5mm、幅1.5mmになり、上下に半ばまで2裂し、さらに左右に浅く2裂、計4裂し、裂片は披針形になり先端は鋭くとがる。花冠は唇形で、上唇はかぶと形になって先は2裂して先端は反り返り、上唇の先までの長さは6-7mmになり、白色でしばしば淡紫色を帯び、下唇は開いて3裂し、長さは上唇と同長、幅3.5-5mmになり、白色で中央に黄色の斑点がある。雄蕊は上唇内に4個あり、下側2個がやや長い。子房は2室あり、各室に数個の胚珠があり、細長い花柱が1本ある。果実は萼に包まれ、長さ4-5mm、幅1.8-2mmになる長楕円形の蒴果で、細かな毛が生える。蒴果に10数個の種子があり、種子は小さく長さ1.2mm、幅0.5mmになる。

## 分布と生育環境
日本では、本州（東北地方南部から近畿地方・中国地方西部）、四国西部、九州中北部に分布し、山地の乾いた草原、高原に分布する。国外では、朝鮮半島、サハリンに分布する。

## 名前の由来
和名タチコゴメグサの「コゴメグサ」は、小米草の意で、白色の小さな花に由来する。属名「Euphrasia 」は、ギリシャ語で「陽気、爽快」を意味し、古くからいわれている視力を増す薬効をたたえたことをいう。また、種小名「maximowiczii 」は、19世紀のロシアの植物学者であるカール・ヨハン・マキシモヴィッチ (1827年 - 1891年)への献名である。

## ギャラリー
- 葉は卵円形で、縁に4-7対の刺状に鋭くとがった鋸歯がある。
- 花冠の上唇は淡紫色を帯び、下唇には黄色い斑点がある。

## 下位分類
数種の変種がある。
- ミチノクコゴメグサ Euphrasia maximowiczii Wettst. var. arcuate F.Maek. ex T.Yamaz.[7] - 草丈が高く、茎に開出気味の長軟毛が生え、葉が円形から卵円形になり、基部が円く鋸歯が鋭くとがる。葉の両面や萼にも短い剛毛が密に生える。東北地方北部に産する[4][6]。
- シライワコゴメグサ Euphrasia maximowiczii Wettst. var. calcarea T.Yamaz.[8] - 基本種に比べて葉が狭く、卵形から狭卵形になり、鋸歯がほとんどとがらないものもある。南アルプスの石灰岩地に産する[4]。
- エゾコゴメグサ Euphrasia maximowiczii Wettst. var. yezoensis (H.Hara) H.Hara ex T.Yamaz.[9] - 変種ミチノクコゴメグサに比べ草丈が低く、葉が小さく、円形になり、基部が狭まって鈍形となり、鋸歯はあまりとがらない。葉の両面や萼に短い剛毛が密に生える。色丹島、北海道、東北地方（青森県・福島県）に産する[4][6]。